# Olios pellucidus
Olios pellucidus là một loài nhện trong họ Sparassidae.
Loài này thuộc chi Olios. Olios pellucidus được Eugen von Keyserling miêu tả năm 1880.